# Кільце Зариського
У комутативній алгебрі кільцем Зариського називається топологічне кільце для якого базою околів нуля є степені деякого ідеалу, що задовольняє певні умови. Поняття такого кільця вперше ввів Оскар Зариський, назву кільця Зариського вперше ввів П'єр Самуель.

## Означення
Кільце Нетер R називається кільцем Зариського щодо ідеалу R в R, якщо R є топологічним кільцем для якого степені ідеалу In утворюють базу околів нуля і I є підмножиною радикалу Джекобсона кільця R.
Якщо R є кільцем Зариського щодо ідеалу I то воно є кільцем Зариського щодо будь-якого ідеалу, який має той же радикал, що і I. 
Топологія кільця Зариського завжди є гаусдорфовою.

## Приклади
- Нетерове локальне кільце щодо свого максимального ідеалу.
- Нетерове кільце R, що має лише скінченну кількість максимальних ідеалів {\displaystyle {\mathfrak {m}}}, щодо їх перетину. Таке кільце називається напівлокальним.
- Нетерове кільце R, що є повним гаусдорфовим простором у своїй I-топології. Дійсно, будь-який елемент {\displaystyle 1-m\ (m\in I)} множини {\displaystyle 1+I} є оборотним, оскільки елемент {\displaystyle 1+m+m^{2}+\ldots +m^{n}+\ldots } є для нього оберненим. Зокрема, якщо R — кільце нетер і I — ідеал в R, такий, що R є гаусдорфовим простором у своїй I-топології, то його поповнення {\displaystyle {\hat {R}}} є кільцем Зариського, оскільки воно теж є нетеровим.
- Фактор-кільце R/J кільця Зариського є кільцем Зариського щодо ідеалу (I + J)/J.

## Властивості
Нехай R — топологічне нетерове кільце, топологія якого породжена ідеалом I. Тоді еквівалентними є такі твердження, які можна використати в означенні кільця Зариського:
- Ідеал I міститься в радикалі Джекобсона (перетині всіх максимальних ідеалів) кільця R.
- Для будь-якого скінченнопородженого R-модуля E і його підмодуля F, підмодуль F є замкнутим щодо I-топології в E, тобто {\displaystyle F=\bigcap _{n=1}^{\infty }(F+I^{n}E).}
- Кільце R є гаусдорфовим простором в своїй топології, і для кожного скінченнопородженого R-модуля E і його підмодуля F виконується рівність {\displaystyle F={\hat {A}}F\cap E.}
- Кожен скінченнопороджений R-модуль E (зокрема, саме кільце R) є гаусдорфовим простором у своїй топології.
- Кожен ідеал в R є замкнутою множиною у топології кільця R.
- Кожен елемент із множини 1 + I є оборотним в R.
- Для будь-якого скінченнопородженого R-модуля E із рівності IE = E випливає E = 0.

Окрім того для кілець Зариського виконуються такі властивості
- Нехай R — кільце Зариського щодо ідеалу I. Для того щоб кільце R було напівлокальним необхідно і достатньо, щоб фактор-кільце R/I було кільцем Артіна. Для того щоб кільце R було локальним необхідно і достатньо щоб додатково у кільці R/I був єдиний простий ідеал.
- Нехай R — кільце Зариського щодо ідеалу I. Якщо f — лінійне відображення деякого R-модуля E в R-модуль F, то f є рівномірно неперервним щодо I-топологій, тому що {\displaystyle f(I^{n}E)\subset I^{n}F.} Тому, f можна єдиним способом продовжити до неперервного відображення {\displaystyle {\hat {f}}} між поповненнями {\displaystyle {\hat {E}}} і {\displaystyle {\hat {F}}}. Відображення {\displaystyle {\hat {f}}} є {\displaystyle {\hat {R}}}-лінійним.
- Нехай R — кільце Зариського і {\displaystyle E\;{\xrightarrow {\ f\ }}\;F\;{\xrightarrow {\ g\ }}\;G} — точна послідовність скінченнопороджених R-модулів і R-лінійних відображень. Тоді послідовність {\displaystyle {\hat {E}}\;{\xrightarrow {\ {\hat {f}}\ }}\;F\;{\xrightarrow {\ {\hat {g}}\ }}\;G} є точною.